# Tramlijn Roermond - Vlodrop

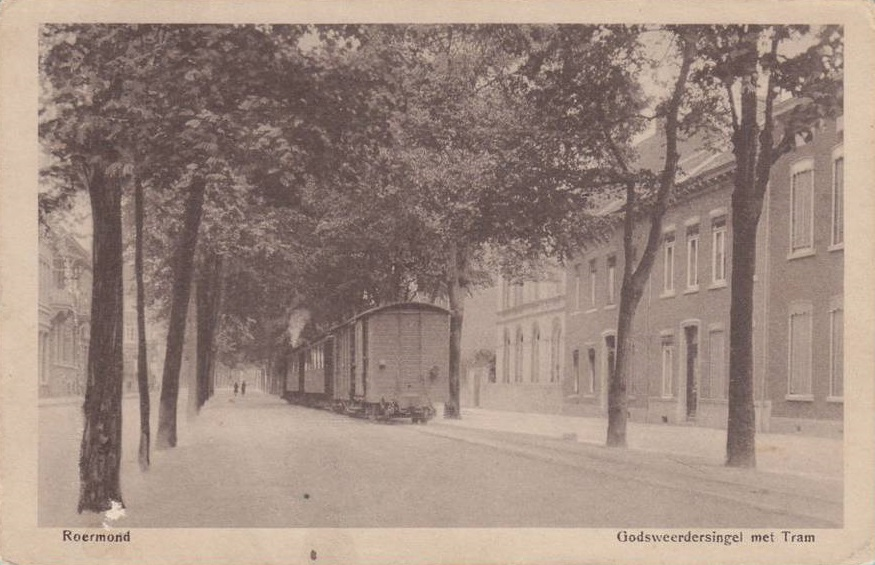
Tram op de Godsweerdersingel te Roermond.

De tramlijn Roermond – Vlodrop was een stoomtramlijn die tussen 1915 en 1932 Roermond met Vlodrop verbond via Melick, Sint Odiliënberg en Posterholt. De lijn werd gebruikt voor het vervoer van personen, post en goederen ter ontsluiting van de landbouwstreek ten zuidoosten van Roermond.

## Voorgeschiedenis
Vanaf 1903 werd op initiatief van Godefridus Raupp, burgemeester van Roermond, met omliggende gemeenten gesproken over de aanleg van tramlijnen. In het jaar 1905 vroeg de directeur van de Tramweg-Maatschappij Venlo - Tegelen - Steyl (VTS), J.A.A. Jonkergouw uit Blerick, een concessie aan voor een tramlijn tussen Roermond en de grens met Pruisen. In 1905 besloten de gemeenten aan het beoogde traject echter deze lijn zelf in meterspoor aan te leggen en te exploiteren. De lijn zou via Karken lopen en eindigen in Heinsberg. In 1912 werd besloten de lijn voorlopig in Vlodrop te laten eindigen en later van Posterholt naar station Heinsberg door te trekken. Vanaf Vlodrop bestond de mogelijkheid tot doortrekking naar Wassenberg via Effeld en Birgelen. In 1912 werd in Roermond door de gemeenten van Midden-Limburg de N.V. Centrale Limburgsche Stoomtramweg-Maatschappij (CLS) opgericht. Voor de aanleg van de tramlijn was door de CLS 300.000 gulden begroot en dit bedrag kwam van zeven partijen, zoals te zien in onderstaande tabel.

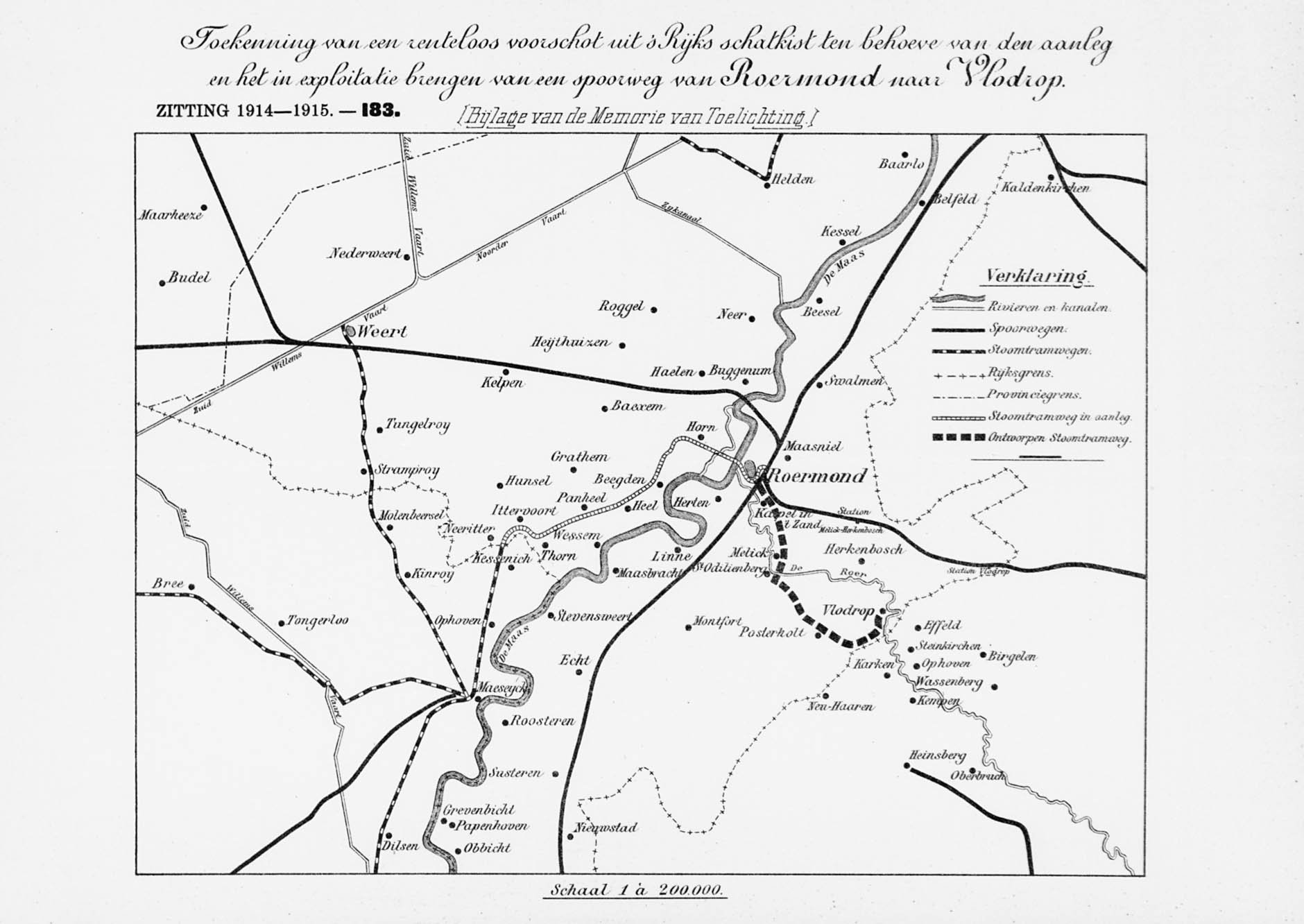
De beoogde tramlijn ingetekend op de kaart.

| bedrag    | geldschieter                   |
| --------- | ------------------------------ |
| ƒ 100.000 | Nederlandse Rijksoverheid      |
| ƒ 70.000  | Gemeente Roermond              |
| ƒ 65.000  | Provincie Limburg              |
| ƒ 27.500  | Gemeente Vlodrop               |
| ƒ 17.500  | Gemeente Sint Odiliënberg      |
| ƒ 15.000  | Gemeente Posterholt            |
| ƒ 5.000   | Gemeente Melick en Herkenbosch |

## Aanleg
Bij het Stahlwerksverband in Düsseldorf werden spoorrails gekocht. De wissels kwamen van de Nijmeegse Machinefabriek, de bielzen van de houtgroothandel Clercx uit Helmond en ballast van de firma Verhoeven & Co uit Utrecht. Op 23 maart 1915 begonnen de werkzaamheden. Er waren gemiddeld 80 man per dag aan het werk. Al op 15 augustus werd het baanvak tot Sint Odiliënberg geopend. De twee lijnbusdiensten op hetzelfde traject werden hierbij opgeheven. Op 1 maart 1916 ging ook het stuk naar Vlodrop in exploitatie. In 1917 was er overeenstemming over doortrekking naar Wassenberg. Naast de Duitse gemeentes had de Nederlandse minister van Waterstaat hiervoor geld toegezegd. Vanwege de Eerste Wereldoorlog is dit toen niet uitgevoerd. De CLS opende de tramlijn naar Ittervoort twee maanden eerder dan het baanvak naar Sint Odiliënberg. Tussen 1918 en 1922 opende de CLS stapsgewijs ook haar derde metersporige tramlijn van Roermond naar Deurne.
Op het Zwartbroekplein werd een driehoek met meterspoor aangelegd, zodat de goederentrams van Vlodrop naar Horn konden rijden en andersom. In de Kapellerlaan lag de lijn in het wegdek aan de westkant en dit was ook het geval in de Heinsbergerweg tot Sint Odiliënberg. Bij het emplacement in Roermond was een overlaadinrichting van normaalsporige treinwagons naar metersporige tramwagons.
Op het Zwartbroekplein 3 was een wachtlokaal voor de vier tramlijnen. In 1920 werd dit weggehaald en in 1926 werd een nieuw wachtlokaal geplaatst. Een tweede wachtlokaal stond bij halte Posterholt Dorp. Deze halte lag bij de begraafplaats bij de weg naar Vlodrop. Hier lag ook een veelading en weegbrug.
De tramlijn was enkelsporig uitgevoerd. De haltes Melick, Sint Odilienberg, Posterholt Dorp, Posterholt Grens en Vlodrop fungeerden als wisselplaats met drie sporen, zodat trams elkaar konden passeren. Vanaf 1929 reden de personentrams naar Horn via het noorden van de binnenstad en werd het baanvak over de Willem II-singel alleen door de lijn naar Vlodrop gebruikt. Vanaf 1922 lagen er enkele tientallen meters strengelspoor aan het begin van de Kapellerlaan, die ook door de normaalsporige tramlijn naar Sittard werd gebruikt.

## Plannen voor ombouw tot normaalspoor
In 1918 werd de commissie-Bongaerts opgericht door de minister van Waterstaat. Deze commissie boog zich over de trams in Limburg. Smalspoor was goedkoper, maar de commissie wilde een samenhangend tramnet van normaalspoor maken in Limburg, want dit zou vooral het goederenvervoer vergemakkelijken. De commissie wilde eerst de tramlijn Roermond - Sittard, de tramlijn Maastricht - Vaals en de tramlijn Heerlen - Sittard aangelegd hebben. Na voltooiing van deze lijnen in 1923 zouden de smalspoortramlijnen van Roermond naar Deurne, Ittervoort en Vlodrop op normaalspoor gebracht worden. Nadeel hiervan was dat er geen doorgaande trams meer naar België en Duitsland konden rijden, omdat daar ook meterspoor werd gebruikt. Voordeel van normaalspoor voor de lijn naar Vlodrop was dat de steenkool uit de concessie ‘Beatrix’ ook via tramspoor afgevoerd kon worden.

## Exploitatie en dienstregeling
In 1921 ging de CLS op in de Limburgsche Tramweg-Maatschappij (LTM) en alle CLS-tramlijnen werden daarna door deze maatschappij geëxploiteerd. Hoewel de lijn in meterspoor was uitgevoerd, sprak de LTM stelselmatig van smalspoor om onderscheid te maken met haar normaalsporige tramlijnen.
Op het Zwartbroekplein (tramhalte Kapellerpoort) kon overgestapt worden op de tramlijnen naar Ittervoort en Deurne. Vanaf 1922 stopten ook de trams van de tramlijn Roermond - Sittard bij deze tramhalte. Vanaf 1929 reden de personentrams naar Horn via de noordzijde van de binnenstad, maar voor goederenverkeer bleef de verbinding op het Zwartbroekplein in gebruik. 
Kaartjes enkele reis kostten drie cent per kilometer voor tweede klasse en vier cent voor eerste klasse.
Doorgaans trok een stoomlocomotief van de serie 1-4 een rijtuig van de serie 1-5 en soms een tweede rijtuig met alleen tweede klas uit de serie 51-58. Daarnaast de postbagagewagen 101 of 102 en soms ook nog goederenwagens. Er vertrokken drie personentrams per dag uit Roermond en daarnaast een gemengde tram met zowel personenrijtuigen als goederenwagens. De rijtijd naar Vlodrop was 55 minuten en andersom 60 minuten. In de loop van de jaren werd dit teruggebracht tot 53 minuten in beide richtingen. De vracht bestond uit wegverhardingsmaterialen, meststoffen, landbouwproducten en brandstoffen.
CLS-machinisten hadden een zwart uniform, waar ze eventueel nog een blauwe kiel overheen konden dragen. Ze hadden een pet van zwart chroomleer met een gouden band, CLS en een gevleugeld wiel erop.
CLS-conducteurs droegen een donkerblauw uniform en hadden een fluit om signalen te geven.

## Einde van het tramvervoer
Al in 1922 werd duidelijk dat het exploitatieresultaat op de lijn achterbleef bij de verwachtingen. Ook het goederenvervoer was minder dan verwacht door de sterke opkomst van de vrachtwagen. In 1922 werden de salarissen met vijf procent gekort met de belofte dat dit bij goede exploitatieresultaten uitgekeerd zou worden. In 1923 werd geopperd om de tram te vervangen door busvervoer, omdat dit goedkoper was. In deze jaren was er elk jaar een tekort bij de exploitatie en moest er geld bij. In 1931 hadden 70.000 personen de tramlijn gebruikt en werd 2500 ton aan goederen vervoerd. Opheffing zou jaarlijks een besparing van 15.000 gulden opleveren. Op 1 augustus 1932 werden de trams op het traject daarom vervangen door een bus (huidige buslijn 63). Ook kwam er een buslijn op de route Roermond-Melick-Herkenbosch-Etsberg-Vlodrop. Na opheffing werd het rijdend materieel gebruikt op de tramlijnen naar Deurne (opheffing 1933) en Ittervoort (opheffing 1935) en in 1937 gesloopt. Al het spoor dat naast wegdek lag werd nog in 1932 weggehaald. De meeste stukken in de weg werden in 1933 weggehaald en de sporen in de Kapellerlaan en Heinsbergerweg werden in 1934 verwijderd. De tramsporen van de kruising met de spoorlijn in de Kapellerlaan zijn tot slot in de nacht van 15 en 16 januari 1935 weggehaald.

## Materieel

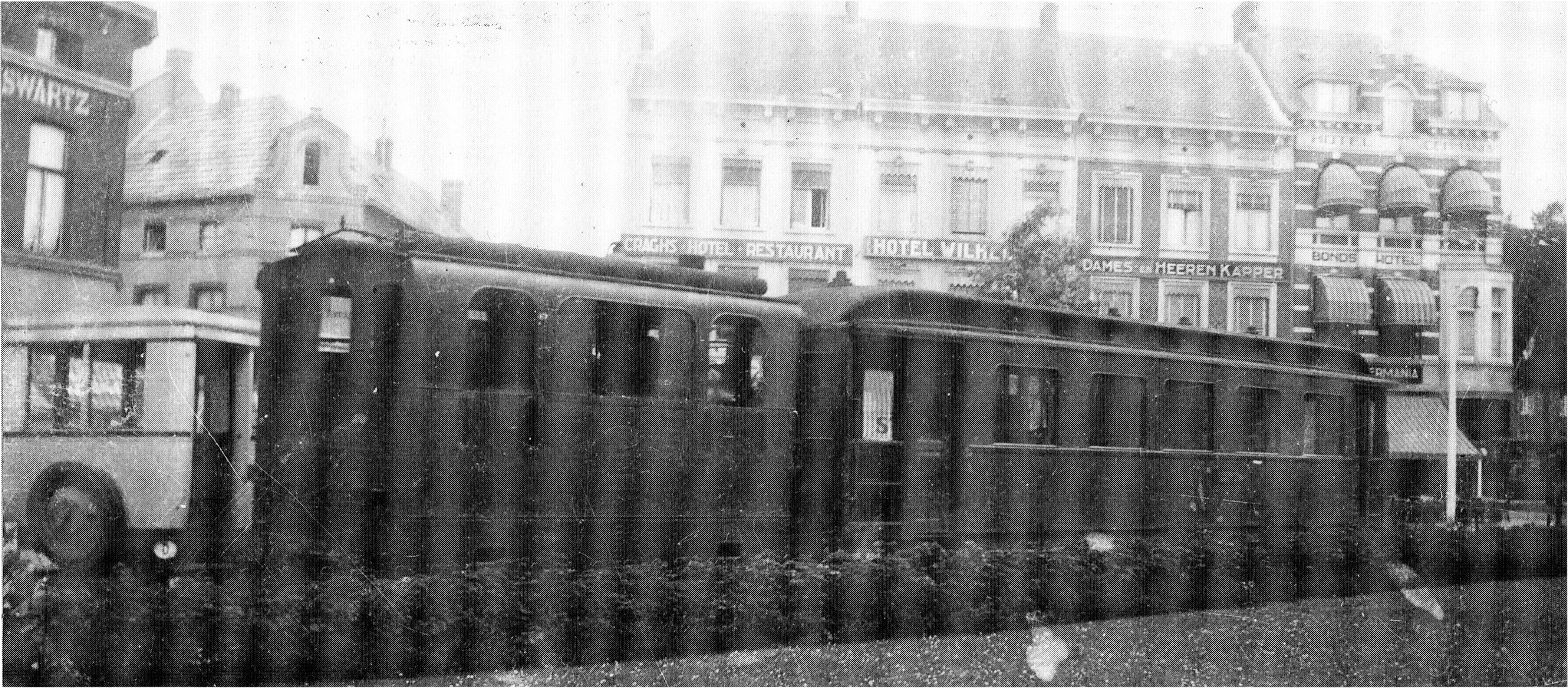
O & K-locomotief 2 met Beijnes-rijtuig serie 51-58 op het Stationsplein van Roermond.

Het materieel van de lijn werd gedeeld met de andere twee metersporige tramlijnen die in Roermond begonnen, maar doorgaans bleven de locomotieven en rijtuigen toch aan een van de drie lijnen gebonden. Het onderhoud van het materieel werd bij de tramwerkplaats in Roermond gedaan. Op dit net werd het volgende materieel gebruikt:
Locomotieven
- Vier tweeassige stoomlocomotieven (serie 1-4) met een bedrijfsgewicht van 19 ton, die in 1914 door Orenstein & Koppel in Berlijn waren gebouwd. Deze locomotieven mochten hoogstens 27 assen trekken, een aantal dat bij reizigerstrams nooit werd gehaald. De dienst naar Vlodrop werd doorgaans met dit viertal uitgevoerd.
- Vier tweeassige stoomlocomotieven (serie 9-12) met een bedrijfsgewicht van 22 ton, gebouwd in 1921 door Hanomag in Hannover naar ontwerp van ir. D. Verhoop en uitgerust met het naar deze constructeur genoemde systeem van stoomverdeling. Op de lijn naar Vlodrop kwamen zij maar sporadisch. Een grotere en zwaardere versie voor de normaalspoorlijnen stelde de LTM vanaf 1922 in dienst (LTM 21-35).
- Vier door de CLS tweedehands aangeschafte stoomlocomotieven (genummerd 5-8) van diverse (Duitse) afkomst, die voornamelijk voor goederen- en werktreinen werden ingezet. De 5 en 6 werden begin jaren twintig door de LTM al snel doorverkocht, de 7 en 8 (beide door Henschel in Kassel gebouwd) bleven tot omstreeks 1930 in dienst.

Rijtuigen
- Vijf vierassige rijtuigen (1-5) van Allan & Co in Rotterdam uit 1915, met 12 zitplaatsen eerste en 24 tweede klas.
- Twee vierassige rijtuigen (51-52) van Beijnes in Haarlem uit 1916, met 34 zitplaatsen tweede klas.
- Zes vierassige rijtuigen (53-58) van Beijnes uit 1918-1919, met 37 zitplaatsen tweede klas, vrijwel gelijk aan de 51-52. Net als die werden ze op de lijn Vlodrop vooral ingezet als versterking voor de rijtuigen 1-5.
- Twee vierassige rijtuigen (70-71) van Beijnes uit 1921, met 12 zitplaatsen eerste en 20 tweede klas, grotendeels gelijk aan de 51-58; op de lijn naar Vlodrop is dit tweetal zelden of nooit gesignaleerd.
- Twee vierassige post-bagagerijtuigen (101-102) van Allan & Co. uit 1915 met een laadvermogen van 6 ton.
- Twee vierassige post-bagagerijtuigen (151-152) van Beijnes uit 1918 met een laadvermogen van 6 ton, grotendeels gelijk aan de 101-102.

Goederenwagens
- Daarnaast hadden CLS/LTM voor deze lijnen 21 open en 41 gesloten goederenwagens in dienst, gebouwd door diverse fabrieken.

## Overblijfselen
Alleen in Posterholt en Vlodrop zijn nog sporen van de tramlijn te zien. In Posterholt ligt de Heerbaan waar de oude trambaan naast een zandweg lag. Ook kent dit dorp de straatnaam Trambaan. Ten slotte ligt er ten noorden van de voetbalvelden tussen de Brussummerweg en Schuurkensweg een laantje op de voormalige trambaan.
In Vlodrop is voor Schaapweg 6 nog de plek te ontwaren waar de tramhalte lag. Ook verpleeghuis Aan de Tram op Angsterweg 4 herinnert aan de tramgeschiedenis. Op Schaapweg 14 lag tot slot café de tramhalte.